# Ricard Torrents i Bertrana
Ricard Torrents i Bertrana   (Folgueroles, 10 de gener de 1937 - Barcelona, 4 de març de 2023) fou un assagista, traductor i crític literari català, un dels principals estudiosos de Jacint Verdaguer i fundador i primer rector de la Universitat de Vic.
Va estudiar humanitats i magisteri al seminari de Vic. Amplià estudis a Roma (Itàlia), en teologia, llengües semítiques i ciències bíbliques; a Tübingen (Alemanya), en filosofia i literatura, i encara a Barcelona, en filologia catalana. Director del col·legi Sant Miquel de Vic, fou un dels principals impulsors de l'Escola de Mestres de Vic i, posteriorment, de la creació de la Universitat de Vic (UVic), de la qual fou fundador i primer rector, entre 1997 i 2002. Va ser membre de l'Institut d'Estudis Catalans i del consell de la revista de poesia Reduccions, de la qual fou fundador, i va presidir el consell d'Eumo Editorial, empresa que fundà l'any 1979. Va ser president de la Societat Verdaguer i fundador i redactor de la revista científica Anuari Verdaguer. L'any 1999 ingressà com a membre numerari a l'Institut d'Estudis Catalans per la Secció de Filosofia i Ciències Socials, de la qual fou secretari i, del 2009 fins que es va morir, vicepresident.

## Activitat professional
La seva activitat professional es va centrar en l'ensenyament de llengua i literatura catalanes en la formació primària i la superior. Fou un reputat traductor líric de l'hebreu i de l'alemany i va traduir autors com Hesse o Hölderlin. Interessat en la literatura, la seva obra es va centrar en l'estudi de Jacint Verdaguer, sobre el qual va escriure diverses monografies i estudis crítics especialitzats monografies. Va impulsar la Societat Verdaguer, la Càtedra Verdaguer i l'edició crítica de l'obra completa del poeta de Folgueroles, sense oblidar la seva dedicació a altres escriptors i amics com Miquel Martí i Pol, Segimon Serrallonga, Antoni Pous i Argila o Joaquim Molas. Així mateix, també destacà com a autor de nombrosos assaigs sobre el món universitari. Va ser membre del consell fundador i redactor de la revista de poesia Reduccions, fundada l'any 1976. Assessorà la col·lecció de llibres juvenils «Sis Joans» i la de poesia en català «Paraula Menor», de l'Editorial Lumen. En les seves activitats editorials destaca la fundació l'any 1979 de l'Editorial Eumo i posteriorment del taller de disseny Eumo Gràfic, empreses vinculades a la Universitat de Vic, de les quals fou president fins al 1997.

## Obra
- 1986: La Renaixença
- 1989: Acotacions al procés universitari de Catalunya
- 1992: Ruta verdagueriana de Folgueroles
- 1993: Les raons de la Universitat
- 1995: Verdaguer: estudis i aproximacions
- 1995: Verdaguer, un poeta per a un poble
- 1997: La Universitat de Vic
- 1999: La universitat en el món actual
- 2002: Noves raons de la Universitat. Un assaig sobre l'espai universitari català
- 2002: Homenatge a Joan Triadú
- 2002: Jacint Verdaguer. Autobiografia literària
- 2005: A la claror de Verdaguer: nous estudis i aproximacions
- 2006: Art, poder i religió. La Sagrada Família en Verdaguer i en Gaudí
- 2008:  Pensament, literatura i narrativitat
- 2008: A les envistes del Ter: Jacint Verdaguer i Miquel Martí i Pol
- 2013: La Pomerola. Primavera.
- 2015: Pàtries. Poemes de Jacint Verdaguer
- 2017: La meva aposta per la universitat. Una història per al futur

## Premis i reconeixements
- 1996: Premi Crítica Serra d'Or d'estudi literari per Verdaguer: estudis i aproximacions[6]
- 1997: Premi Crítica Serra d'Or d'estudi literari per Dos màrtirs de ma pàtria, o siga Llucià i Marcià de Jacint Verdaguer
- 2005: Premi Carles Rahola d'assaig per Art, poder i religió. La Sagrada Família en Verdaguer i en Gaudí
- 2007: Creu de Sant Jordi[3]
- 2007: Premi Nacional de Pensament i Cultura Científica per anar més enllà de la seva erudició verdagueriana, entrant en el terreny dels estudis culturals i posant en joc la transversalitat d'història, literatura, art, filosofia, teologia i sociologia, i construint un assaig tensat per la indagació entre el desconegut i el que coneixem.
- 2009: Medalla d'Or de la Ciutat de Vic per la seva destacada trajectòria cívica, universitària, pedagògica, intel·lectual i editorial que tant ha afavorit la ciutat de Vic, la comarca d'Osona i el conjunt del país.

Durant el curs 2006/2007, en agraïment a la seva tasca, la Universitat de Vic decidí anomenar oficialment a la seva biblioteca amb el nom de Biblioteca Ricard Torrents.
El 2020 la Universitat de Vic i Eumo Editorial van impulsar el Premi d'Assaig Ricard Torrents per promoure l'assaig en llengua catalana sobre humanitats, ciències, educació i universitat.